# Östra Makedonien och Thrakien
Östra Makedonien och Thrakien är en av Greklands tretton regioner. Den skapades 1987, och uppdelas i de fem prefekturerna Drama, Evros, Kavala, Rodopi och Xanthi.